# Halecia granulosa
Halecia granulosa es una especie de escarabajo del género Halecia, familia Buprestidae. Fue descrita científicamente por Théry en 1908.